# Мартеновская улица (Москва)
Марте́новская у́лица (название утверждено 28 февраля 1964 года) — улица в Восточном административном округе города Москвы на территории районов Перово и Новогиреево. Проходит от улицы Металлургов и до Перовской улицы, пересекая её на «Кругу Перовской улицы».

## Происхождение названия
Название дано по упразднённой в 1964 году соседней улице, на которой находились дома рабочих металлургического завода «Серп и молот».

## История
С 1968 года улица Мартеновская стала московской улицей, включив в себя Десятый проспект и Левоокружной проезд посёлка Новогиреево.

## Здания и сооружения
По нечётной стороне:
- Дом 1/58 — Ателье «Тралеск»

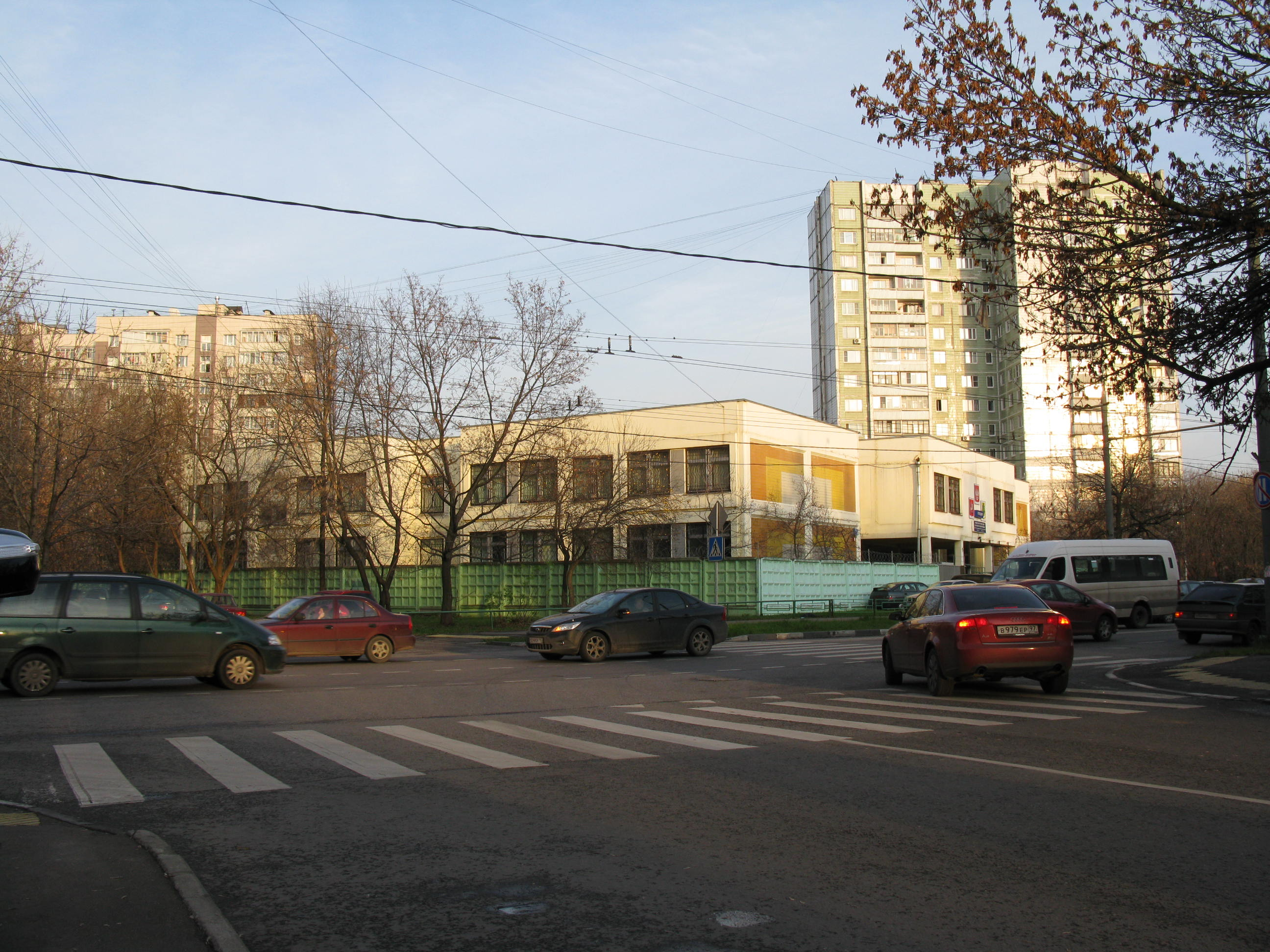
Отдел МВД России по району Новогиреево на Мартеновской улице

- Дом 3 — Издательство «Академический Проект»[4]
- Дом 7 — Дом Культуры «Перово»
- Дом 11/12 — Отделение банка «Росбанк»
- Дом 25 — Кинотеатр «Берёзка»
- Дом 35 — Супермаркет «Седьмой Континент»
- Дом 39 корп. 2 — Редакции газет: «Литейное производство», «Металлургия машиностроения», «Библиотечка литейщика»

По чётной стороне:
- Дом 4 — Детско-молодёжный центр «Перово»[5]
- Дом 6, корпус 1 — Ассоциация Социальной Защиты Ветеранов Подразделений Специального Назначения Братство Краповых Беретов «Витязь»
- Дом 30 — Центр Досуга и Спорта «Новогиреево»
- Дом 32/15 — ГОРЭНЕРГОСБЫТ Восточное отделение — участок «Новогиреево»

## Транспорт
- Станции метро (Калининская линия):
  - «Перово» — в 980 м от перечения с Зелёным проспектом.
  - «Новогиреево» — в 720 м от пересечения с Зелёным проспектом.
- Автобусные маршруты № 254, 620, 787, т30.